# Canadian Soccer League 2004
La Canadian Soccer League 2004 fue la séptima edición de la liga de fútbol canadiense. Estuvo organizado por la Asociación Canadiense de Fútbol y participaron 11 clubes.
Al final del campeonato, los tres mejores clubes de cada conferencia participaron en rondas eliminatorias para definir a los dos finalistas. Vaughan Shooters y Toronto Croatia disputaron la final del torneo el 11 de octubre de 2004. Toronto Croatia ganó el partido 4-0 y se coronó campeón del certamen.
El torneo también entregó varios, entre ellos, al jugador más valioso que fue Danny Amaral del Toronto Supra, el goleador Paul Munster del London City y el técnico del año que fue Pat Hilton del Windsor Border Stars, entre otros.

## Equipos participantes
Todos los clubes del torneo:

### Conferencia Este
- Toronto Supra
- Metro Lions
- Vaughan Shooters
- North York Astros
- Durham Storm

### Conferencia Oeste
- Hamilton Thunder
- Toronto Croatia
- Windsor Border Stars
- Brampton Hitmen
- London City
- St. Catharines Wolves

## Tabla general

### Conferencia Este
| Posición              | Equipo            | PJ | PG | PP | PE | GF | GC | GD  | Puntos |
| --------------------- | ----------------- | -- | -- | -- | -- | -- | -- | --- | ------ |
| 1                     | Toronto Supra     | 20 | 14 | 2  | 4  | 49 | 21 | +28 | 46     |
| 2                     | Metro Lions       | 20 | 12 | 3  | 5  | 50 | 32 | +18 | 41     |
| 3                     | Vaughan Shooters  | 20 | 11 | 4  | 5  | 41 | 23 | +18 | 38     |
| 4                     | North York Astros | 20 | 3  | 13 | 4  | 22 | 46 | -24 | 13     |
| 5                     | Durham Storm      | 20 | 2  | 17 | 1  | 17 | 77 | -60 | 7      |
| Estadísticas finales. |                   |    |    |    |    |    |    |     |        |

 PJ = Partidos jugados; PG = Partidos ganados; PP = Partidos perdidos; PE = Partidos empatados;
GF = Goles a favor; GC = Goles en contra; GD = Goles de diferencia
| \| \| Equipos clasificados a una ronda eliminatoria \| |                                               |
|                                                        | Equipos clasificados a una ronda eliminatoria |

### Conferencia Oeste
| Posición              | Equipo                | PJ | PG | PP | PE | GF | GC | GD  | Puntos |
| --------------------- | --------------------- | -- | -- | -- | -- | -- | -- | --- | ------ |
| 1                     | Hamilton Thunder      | 20 | 10 | 4  | 6  | 51 | 22 | +29 | 36     |
| 2                     | Toronto Croatia       | 20 | 9  | 7  | 4  | 42 | 30 | +12 | 31     |
| 3                     | Windsor Border Stars  | 20 | 9  | 7  | 4  | 38 | 32 | +6  | 31     |
| 4                     | Brampton Hitmen       | 20 | 7  | 8  | 5  | 32 | 35 | -3  | 26     |
| 5                     | London City           | 20 | 7  | 10 | 3  | 35 | 42 | -7  | 27     |
| 6                     | St. Catharines Wolves | 20 | 3  | 12 | 5  | 27 | 44 | -17 | 14     |
| Estadísticas finales. |                       |    |    |    |    |    |    |     |        |

 PJ = Partidos jugados; PG = Partidos ganados; PP = Partidos perdidos; PE = Partidos empatados;
GF = Goles a favor; GC = Goles en contra; GD = Goles de diferencia
| \| \| Equipos clasificados a una ronda eliminatoria \| |                                               |
|                                                        | Equipos clasificados a una ronda eliminatoria |

## Final
- Vaughan Shooters 0–4 Toronto Croatia[1]

## Premios
- Jugador más valioso: Danny Amaral, Toronto Supra[2]
- Goleador: Paul Munster, London City[2]
- Técnico del año: Pat Hilton, Windsor Border Stars[2]
- Mejor portero: George Azcurra, Toronto Croatia[2]